# Ядерна бомба B61
Ядерна бомба B61 — ядерна бомба, що є основною термоядерною зброєю стратегічних ядерних сил США після закінчення Холодної війни. Це стратегічна та тактична ядерна зброя з низькою та середньою потужністю, яка використовує двостадійний дизайн радіаційної імплозії.
B61 має конструкцію зі змінною потужністю («dial-a-yield» в неформальному військовому жаргоні) з потужністю від 0,3 до 340 кілотонн у різних модифікаціях. Це зброя з повним діапазоном детонаційних опцій, що означає, що вона оснащена повним набором опцій для детонації та доставки, включаючи повітряні та наземні детонатори, а також вільне падіння, гальмоване вільне падіння та варіант закладеної доставки (спуск бомби до цілі за допомогою парашута). Вона має обтічний корпус, здатний витримувати надзвуковий політ, і має довжину 3,56 м та діаметр близько 33 см. Основна вага B61 становить приблизно 320 кг, хоча вага окремих бомб може варіюватися залежно від версії та конфігурації детонатора. Станом на 2020 рік, зброя проходила 12-ту модифікацію. За даними Федерації американських вчених у 2012 році, приблизно 400 B61-12 коштуватимуть «більше, ніж їх вага в золоті» — $28 млн за штуку.

## Створення

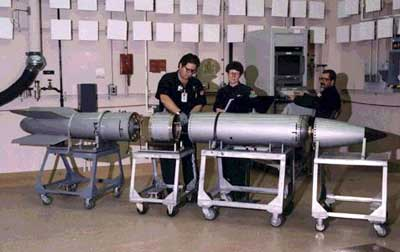
Розбирання бомби B61

B61, до 1968 відома як TX-61, була розроблена і побудована 1963 у Лос-Аламоській національній лабораторії в Нью-Мексико. Розробка бомби почалася 1961. Технологічне проєктування почалося 1965, а початок повномасштабного виробництва — 1968 після вирішення кількох технічних проблем.
Загальний обсяг виробництва усіх модифікацій B61 становить приблизно 3155 одиниць, з яких на озброєнні перебуває майже 150 стратегічних бомб, близько 400 нестратегічних боєприпасів, і ще близько 200 нестратегічних бомб зберігається в резерві. Технічна та технологічна частина боєголовок мало змінилася протягом цих років, хоча ранні модифікації були модернізовані для покращення безпеки.
Було розроблено дев'ять варіантів (або 'Модифікацій') ядерної бомби B-61. Кожна модифікація мала термоядерний заряд з різними рівнями потужності. Усі вони мають однаковий фізичний пакет, але різняться варіантами потужності. Останнім варіантом В-61 є модифікація 13, яка вийшла в травні 2025 року.
Ядерну бомбу B61 не слід плутати з крилатою ракетою MGM-1 Matador, яка спочатку була розроблена під найменуванням «Бомбардувальник B-61».
Під час роботи з бомбою екіпажу не дозволяється використовувати термін «B61». Замість цього в усіх переговорах екіпажу вона позначається як «Форма», «Срібна куля» або навіть «Зовнішня підвіска».

## Носії
Носіями B-61 у ПС США були і є стратегічні бомбардувальники B-58 Hustler, B-1, B-2, B-52, і F-111; винищувачі-бомбардувальники F-100 Super Sabre, F-104 Starfighter, F-105 Thunderchief, F-4 Phantom II; а також A-4 Skyhawk, A-6 Intruder, A-7 Corsair II, F- 15. Новітній винищувач п'ятого покоління F-22 Raptor також може нести ядерні бомби B61. На початку березня 2024 року, за повідомленням представника Об'єднаного програмного офісу F-35, ударний американський винищувач F-35A також офіційно сертифікований для перевезення термоядерної гравітаційної бомби B61-12.
В авіації інших країн носіями є британські, німецькі та італійські Panavia «Торнадо», а також бельгійські і нідерландські F-16.

## Конструкція

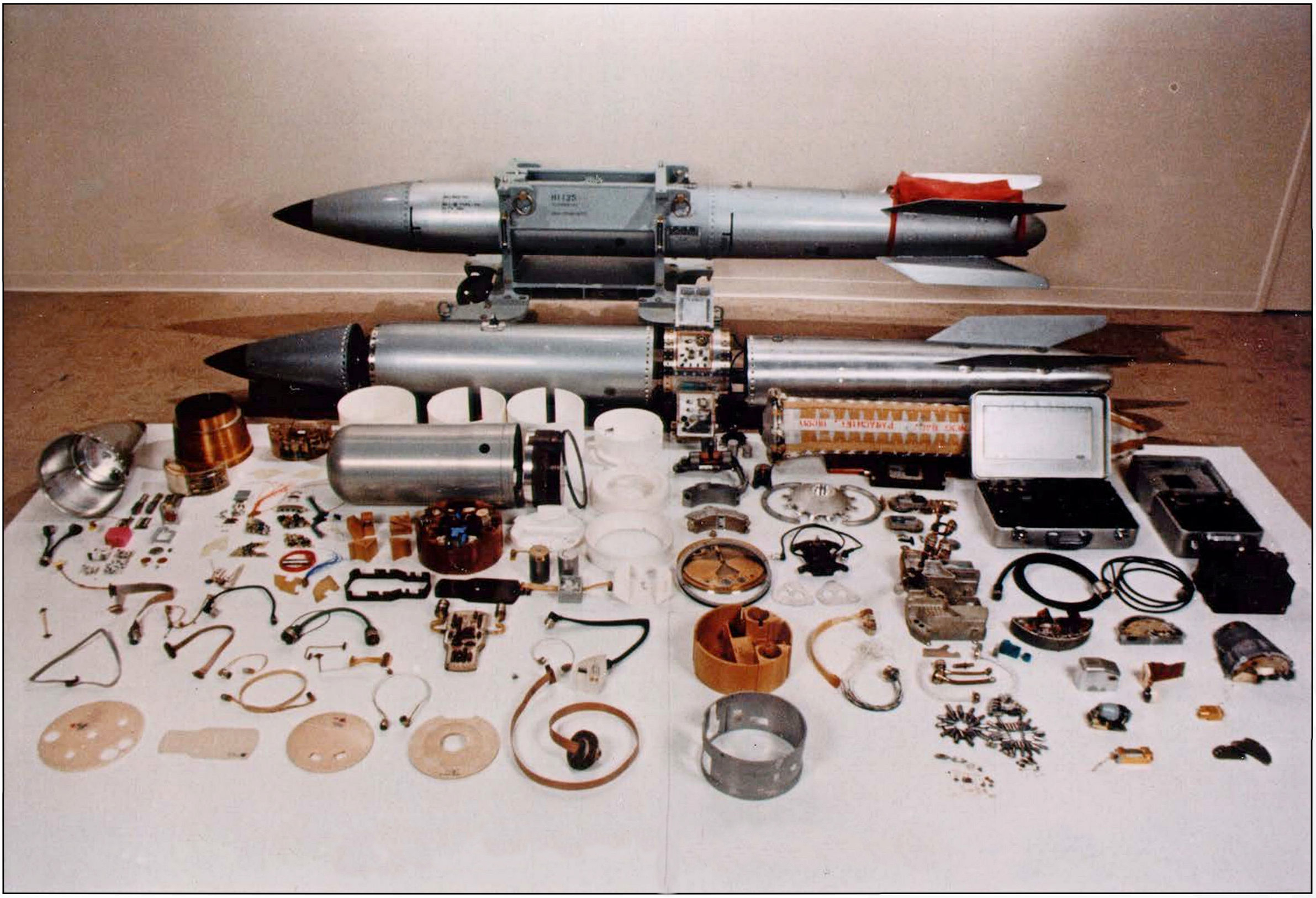
Бомба B-61 на різних стадіях складання. Ядерний заряд — невеликий срібний циліндр позаду носового обтічника

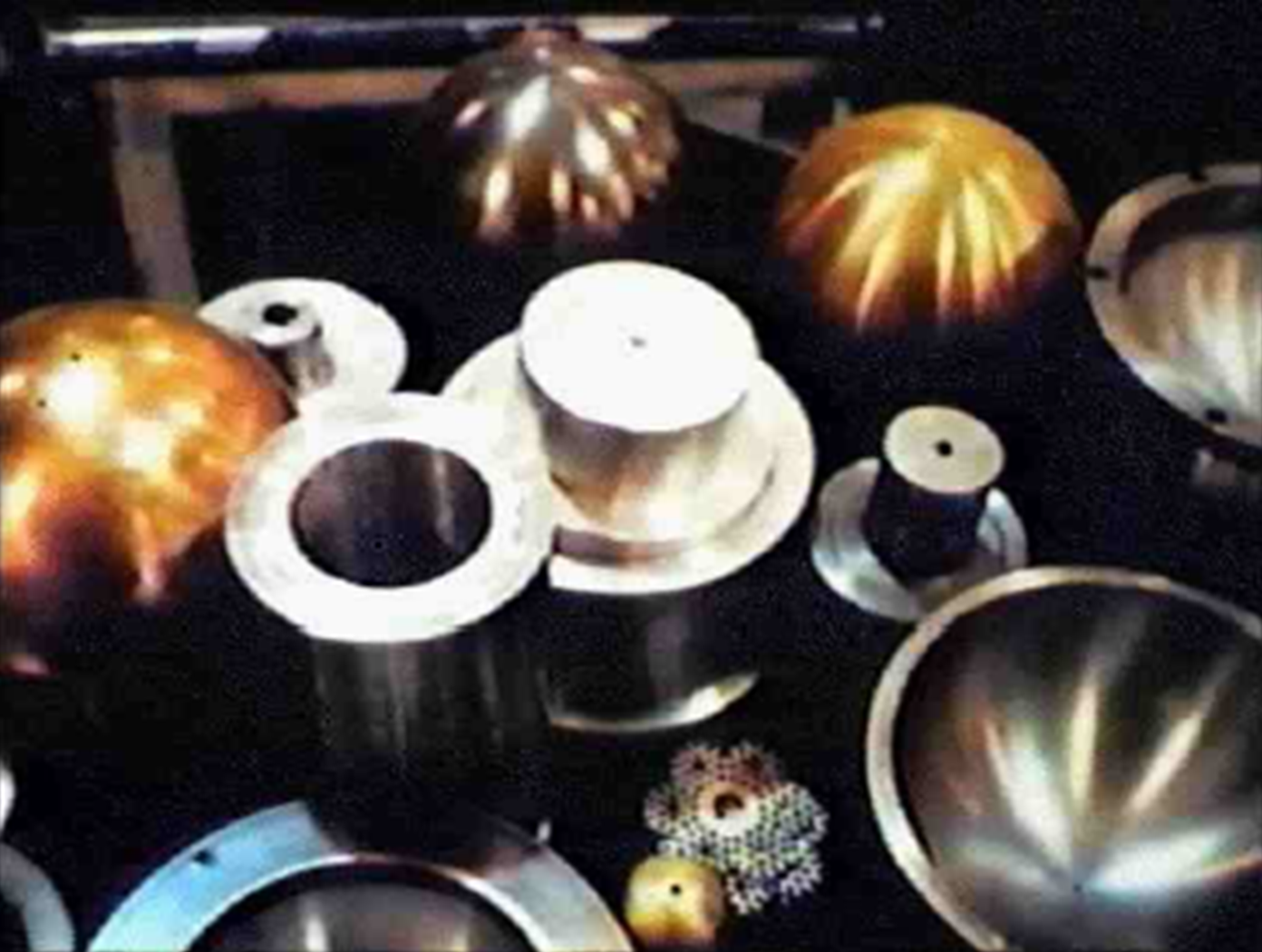
Компоненти ядерної бомби B-61

B61 — бомба зі змінним рівнем потужності заряду, призначена для транспортування літаками, зокрема надзвуковими. Вона має металевий зварний корпус, довжиною 3,56 м, діаметром близько 33 см, здатний витримувати політ на надзвукових швидкостях. Середня маса близько 320 кг, але може змінюватись залежно від модифікації.
. 
.
Станом на 2023 рік B61 має 13 варіантів, які мають назви від Mod 0 до Mod 12:
| Mod | Статус            | Дата                    | Виготовлена кількість       | Роль                 | Потужність                                                            | Тип PAL | Примітки                                              |
| --- | ----------------- | ----------------------- | --------------------------- | -------------------- | --------------------------------------------------------------------- | ------- | ----------------------------------------------------- |
| 0   | Знята з озброєння | 1/67 до 9/93            | 500                         | Тактична             | 10 до 300 кт                                                          | Cat B   | Перша серійна зброя                                   |
| 1   | Знята з озброєння | 2/69 до 9/89            | 700                         | Стратегічна          | 10 до 340 кт                                                          | Нема    |                                                       |
| 2   | Знята з озброєння | 6/75 до 9/94            | 235                         | Тактична             | 10 до 150 кт                                                          | Cat D   |                                                       |
| 3   | На озброєнні      | 10/79 по т.ч.           | 545                         | Тактична             | 0.3, 1.5, 60, або 170 кт                                              | Cat F   |                                                       |
| 4   | На озброєнні      | 8/79 по т.ч.            | 695                         | Тактична             | 0.3, 1.5, 10, або 45 кт                                               | Cat F   |                                                       |
| 5   | Знята з озброєння | 6/77 до 9/93            | 265                         | Тактична             | 10 до 150 кт                                                          | Cat D   |                                                       |
| 6   | Не виготовлялася  |                         |                             |                      | 10 до 150 кт                                                          | Cat D   | Конверсія Mod 0. Скасована у лютому 1992 р.           |
| 7   | На озброєнні      | 9/85 по т.ч.            | 600                         | Стратегічна          | Ймовірно 4 варіанти налаштування потужності, включаючи 10 або 340 кт  | Cat D   | Конверсія Mod 1, конверсія завершена у квітні 1990 р. |
| 8   | Не виготовлялася  |                         |                             |                      | 10 до 150 кт                                                          | Cat D   | Конверсія Mod 2 та Mod 5. Скасована у лютому 1992 р.  |
| 9   | Не виготовлялася  |                         |                             |                      | 10 до 300 кт                                                          | Cat F   | Конверсія Mod 0. Скасована у вересні 1991 р.          |
| 10  | Неактивний запас  | 8/90 по т.ч.            | 215                         | Тактична             | 0.3, 5, 10, або 80 кт                                                 | Cat F   | Перероблені зі знятих боєголовок W85 Pershing II      |
| 11  | На озброєнні      | 12/96 по т.ч.           | 50                          | Стратегічна          | Спірна, така ж як у Mod 7 або 400 кт                                  | Cat F   | Конверсія Mod 7, протибункерна зброя                  |
| 12  | На озброєнні      | Перше виробництво 11/21 | заплановано від 400 до 500  | Тактична/стратегічна | 0.3, 1.5, 10, або 50 кт                                               | Cat F   | Конверсія Mod 4. Для заміни Mod 3, 4 та 7.            |
| 13  | На озброєнні      | Перше виробництво 05/25 | заплановано кілька десятків | Тактична/стратегічна | Ймовірно 4 варіанти налаштування потужності, включаючи 10 або 340 кт. |         | Конверсія Mod 7, протибункерна зброя                  |

Новітнім варіантом бомби є B-61-11 (англ. B-61 mod 11). Бомба з посиленим корпусом (за даними деяких джерел, містить збіднений уран) і уповільненою дією підривача, що дозволяє їй проникати на кілька метрів в землю до вибуху, для знищення особливо укріплених підземних споруд Маса бомби становить близько 540 кг. Розроблена 1994, 11-та модифікація була прийнята на озброєння 1997, замінивши старі бомби поверхової дії B53 9-мегатонної потужності, обмежену кількість яких було збережено для боротьби з особливо укріпленими спорудами, оскільки при підземному вибуху менше енергії йде в повітря і після заглиблення B-61 у сейсмічній дії на бункери і шахти еквівалентна 9-мегатонній B53 під час вибуху на поверхні. Всього було виготовлено близько 50 бомб 11-ї модифікації, їхні боєголовки мають 7 різних варіантів установки потужності підриву. На початку 21 століття основним носієм для B-61-11 є стратегічний бомбардувальник B-2.
Більшість версій B61 оснащені нейлон-кевларовим парашутом-сповільнювачем діаметром близько 7,5 метрів, для безпечного відходу літака-носія, а також щоб уникнути вибуху при зіткненні з землею при нештатному скиданні бомби, або закладки в режимі міни. Підривник B61 може бути встановлений на підрив у повітрі, вибух на поверхні землі, детонацію на землі за сигналом, а також під землею на глибині до кількох метрів.
B61 є бомбою зі змінною потужністю заряду, що називається «Широкий варіант заряду» (англ. Full Fuzing Option, FUFO), чи Dial-a-yield (подвійний заряд). На модифікаціях 3, 4 і 10 може бути встановлена потужність 0,3, 1,5, 5, 10, 60, 80 або 170 кілотонн. Стратегічні версії (B61 7-ї модифікації) мають чотири варіанти заряду, найбільший 340 кілотонн. У розсекреченому огляді ядерних сил США 2001 року вказувалось, що B-61-11 має тільки один варіант потужності заряду, деякі джерела вказують на 10 кілотонн, інші ж пропонують 340 кілотонн, як у 7-ї модифікації.

## Майбутні плани

### B61 Mod 12

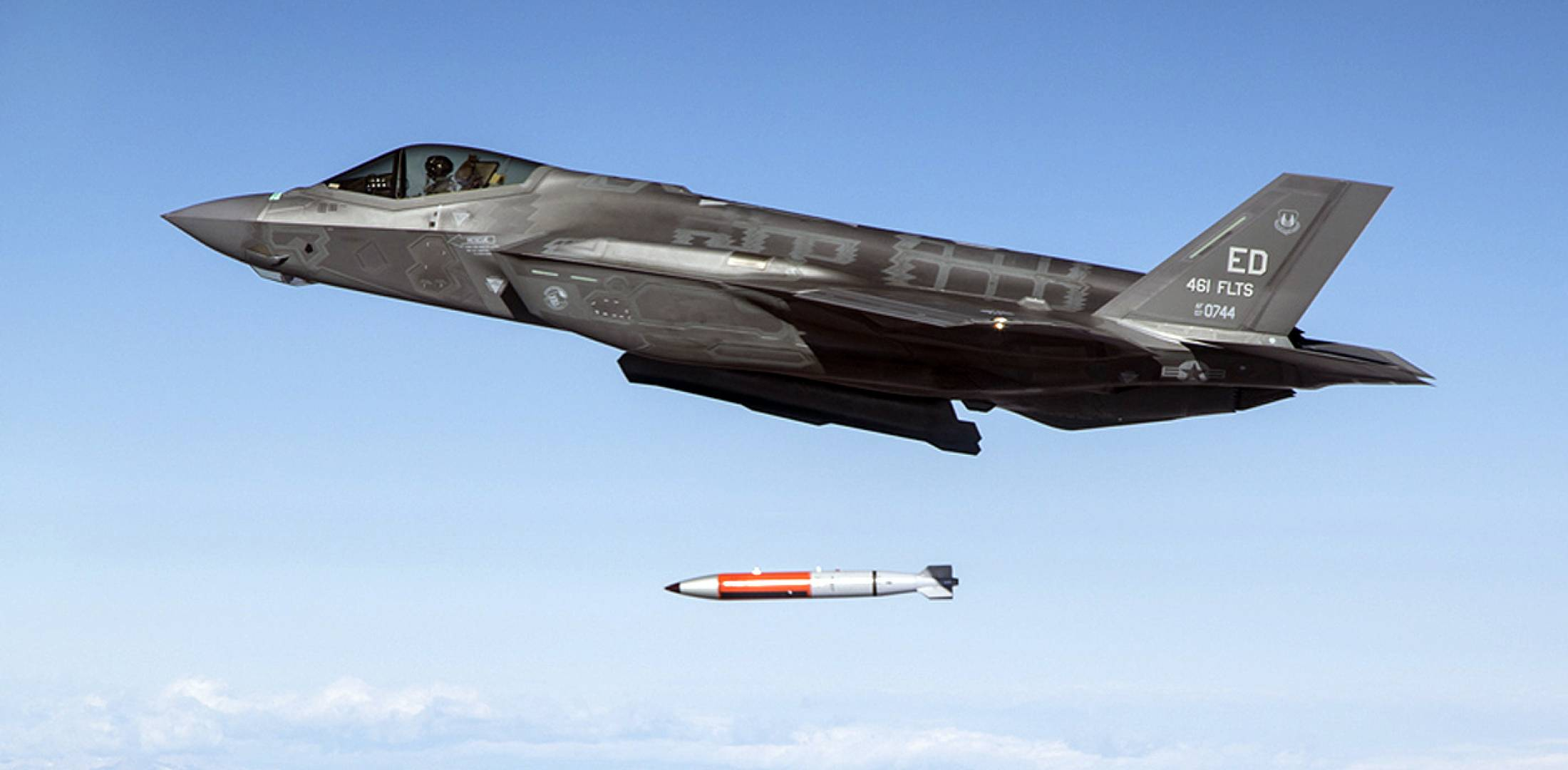
B61 Mod 12, тестовий запуск з літака F-35

Станом на 2013 рік Пентагон вважав ядерну бомбу B83 «реліктом холодної війни», вважаючи, що розміщення гравітаційної бомби з мегатонною потужністю, найпотужнішої ядерної зброї, яка залишилася в арсеналі США, у Європі на той момент було «немислимим». Її також можна перевозити лише на бомбардувальнику B-2, і інтеграція на інші літаки була б дорогою. Модернізація Mod 12 планується як тактична/стратегічна ядерна зброя для передового розгортання з метою захисту союзників по НАТО та Азії, оскільки її можна використовувати з винищувачами подвійного призначення, а також планується озброїти нею F-35 і B-21 Raider, і її варіанти з меншою потужністю роблять її більш гнучкою з меншими побічними ефектами. Сподіваються, що оновлення B61 призведе до виведення з експлуатації B83, що призведе до усунення останньої мегатонної бомби США і залишить серію B61 єдиною гравітаційною ядерною бомбою США.
Перші випробування ядерної бомби 12-ї модифікації були здійснені у липні 2018-го. Використовувати її за планом можна буде приблизно з 2018 року на стратегічних бомбардувальниках і на літаках тактичної авіації.
Міністерство енергетики США 3 березня 2010 запросило асигнування майже на 2 мільярди доларів на модернізацію бомб B61, які будуть виділені з 2011 по 2015 рік. Бомби планується модифікувати для забезпечення їхньої сумісності з новим поколінням винищувачів, таких як американський багатоцільовий ударний винищувач Joint Strike Fighter (F-35). Очікується, що ці вимоги будуть враховані при розробці 12-ї модифікації.
Перша бомба B61-12 була виготовлена в листопаді 2021 року. Ця зброя замінює бомби B61 mod 3, mod 4 та mod 7, тоді як B61-11 залишиться в арсеналі. Очікується, що програма продовження терміну служби (LEP) продовжить термін служби B61 щонайменше на 20 років. У жовтні 2022 року видання Politico повідомило, що американські військові планували прискорити розгортання моделі 12 у Європі. Це викликало критику з боку заступника міністра закордонних справ Росії Олександра Грушка, який звинуватив уряд США в «зниженні ядерного порогу» через підвищену точність зброї.
F/A-18E/F Super Hornet не позначений як майбутня платформа для B61-12.
За планами міністерства оборони США ядерні бомби B61 будуть залишатися на озброєнні стратегічних сил принаймні до 2025 року.

### B61 Mod 13
Спочатку в Плані управління та збереження запасів NNSA передбачалося, що розробка фази 1 для програми продовження терміну служби B61 Mod 13 розпочнеться у 2037 році, а перше виробництво зброї — у 2050 році. Але у 2023 році були оголошені плани виробництва нової гравітаційної бомби, подібної до B61-12, але з високою потужністю, подібною до B61-7, під назвою B61 Mod 13. Остання модифікація  B61 Mod 13 в 24 рази потужніша за ті, які були скинуті на Хіросіму та Нагасакі наприкінці Другої світової війни. Це відкидає плани щодо перетворення Mod 13 на майбутню програму продовження терміну служби для Mod 12. Планується, що на кожну виготовлену B61-13 буде вироблено на одну B61-12 менше, таким чином не збільшуючи заплановану кількість нових бомб B61; офіційні особи з міністерства оборони зазначили, що може бути виготовлено лише «кілька десятків» B61-13. Нова бомба буде застосовуватися з B-21 Raider, а розгортання на F-35 — не планується.
Федерація американських вчених звинуватила зброю в тому, що вона є «політичною бомбою», введеною для остаточного виведення з експлуатації ядерної бомби B83-1, виведення якої було заблоковано жорсткими прихильниками.
19 травня 2025 року Міністерство енергетики США  оголосило про завершення складання першої ядерної авіаційної бомби B61-13 — на рік раніше запланованого терміну. Нова вільнопадаюча бомба призначена для ураження глибоко укріплених підземних цілей, включно із захищеними командними пунктами. За даними американської влади, її можна порівняти з B61-7, що раніше застосовувалася, — від 340 до 360 кілотонн, тоді як потужність B61-12 становить до 50 кілотонн. Ураження укріплених підземних цілей досягається, зокрема, і шляхом підвищеної точності завдяки ракетним двигунам, розташованим у хвостовій частині авіабомби. Отже, вибухова сила поширюється на більш точній ділянці, де розміщена потенційна ціль.

## Бомби B61 в Європі
Підписання Договору про нерозповсюдження ядерної зброї 1968 року вказувало країнам-учасницям «не отримувати ядерної зброї, а також контролю над такою зброєю ні прямо, ні побічно». Однак це не заважало перебуванню в європейських країнах ядерної зброї, оскільки розміщення бомб B61 на території Європи було організовано до підписання Договору, що не суперечить його умовами.
З розпадом Радянського Союзу і закінченням Холодної війни необхідність в ядерній зброї на території Європи відпала, проте США не вивезли її на свою територію. Хоча точні дані засекречені, передбачається що в Європі розміщено близько двохсот ядерних бомб B61.
За часів Холодної війни на території ФРН було розміщено близько 150 американських ядерних боєголовок. Найбільше — на базі ПС «Рамштайн» в Рейнланд-Пфальці. Імовірно, у 2004 році атомні бомби вивезли з авіабази. Нині, за даними різних німецьких ЗМІ близько двадцяти ядерних бомб типу B61 знаходяться на складах німецької військово-повітряної бази в Бюхелі, у Рейнланд-Пфальці, де розташовується тридцять третя авіаескадра люфтваффе. У Бельгії на базі ПС у Кляйне-Брогель на півночі країни також знаходяться 20 бомб. По 90 ядерних боєзарядів США розміщені в Італії та Туреччині. Також вони розташовані на території Нідерландів.

### Кампанія проти ядерної зброї
Нині кілька громадських організацій та офіційних осіб Європейського співтовариства протестують проти перебування ядерних бомб на території Європи.
- 2001 року при модернізації свого авіапарку ПС Греції замовили нові бойові літаки, які не можуть транспортувати бомби B61. Це змусило США вивезти зброю з країни.
- У травні 2006 року, на замовлення Грінпісу було проведено опитування щодо ядерної зброї в Європі, який показав, що майже дві третини населення цих країн (крім Туреччини) хочуть, щоб Європа була вільною від ядерної зброї. Антиядерні настрої були найсильнішими в Італії та Німеччині (71,5 % і 70,5 % відповідно), слабким у Великій Британії (55,7 %). Опитування також показало, що більш ніж через 15 років після закінчення Холодної війни, близько 60 % людей в Бельгії, Німеччині, Італії та Нідерландах не знають, що ядерна зброя США як і раніше розгорнута в цих країнах.
- 2009 року звіт ПС США показав, що європейські авіабази, де зберігається зброя, не відповідають базовим вимогам безпеки. Ця інформація лише посилила протестні настрої.
- У квітні 2009 року міністр закордонних справ ФРН Франк-Вальтер Штайнмайєр заявив що США мають вивести свою ядерну зброю з території Німеччини.
- Парламент Бельгії одноголосно зажадав, щоб НАТО вивезло ядерну зброю з країни.
- У жовтні 2009 року новий міністр закордонних справ Німеччини Гвідо Вестервелле заявив, що «Німеччина подала хороший приклад в тому, що стосується роззброєння, домігшись вивезення з країни розташованих тут раніше ядерних ракет».
- 10 березня 2010 року на сесії Європейського парламенту було підтримано зобов'язання президента США Барака Обами зробити світ вільним від ядерної зброї. Європарламентарії підтримали заклик групи соціалістів і демократів, щоб Євросоюз виступив проти «Стратегічного анахронізму розміщення тактичної ядерної зброї в Європі».